# Viktor Pčola
Viktor Pčola (* 27. prosince 1952 Humenné) je bývalý slovenský fotbalový útočník. Po skončení hráčské kariéry byl trenérem, fotbalovým funkcionářem a novinářem.

## Vzdělání
Je absolventem gymnázia v Humenném (maturitní ročník 1971, třída 3.E, třídní učitel Ondrej Vasil).

## Hráčská kariéra
Humenský rodák a odchovanec si zahrál za muže místní Lokomotívy CHZZ (Chemlon združené závody) poprvé v sezoně 1969/70. Během vojny v Prešově, kde patřil dva roky k oporám týmu, byl doporučen do Třince. V nejvyšší soutěži zasáhl v dresu Třineckých železáren do 4 utkání ročníku 1974/75, aniž by skóroval.
Poté se vrátil do Humenného, na jaře 1975 byl u historického postupu Chemlonu do SNFL. Byl jednou z ústředních postav mužstva až do roku 1982, kdy pro opakující se problémy s pravým kolenem zanechal vrcholové kopané a přestoupil do mužstva FO Družstevník Kamenica nad Cirochou, které hrálo v mistrovstvích kraje (slovenská obdoba krajského přeboru). V SNFL vstřelil 25 branek.

### Prvoligová bilance
| Ročník          | Zápasy | Góly | Minuty | Klub         |
| --------------- | ------ | ---- | ------ | ------------ |
| I. liga 1974/75 | 4      | 0    | 72     | TJ TŽ Třinec |
| CELKEM I. LIGA  | 4      | 0    | 72     |              |

## Trenérská kariéra
Nedlouho po přestupu do Kamenice nad Cirochou byl ze zdravotních důvodů nucen hraní zanechat a započal zde svou trenérskou kariéru.

## Funkcionářská kariéra
Byl tajemníkem (sekretářem), manažerem i vedoucím mužstva Chemlonu Humenné, později pracoval jako funkcionář i v Kamenici nad Cirochou.